# Evangelisch-Lutherische Trinitatiskirche Leipzig

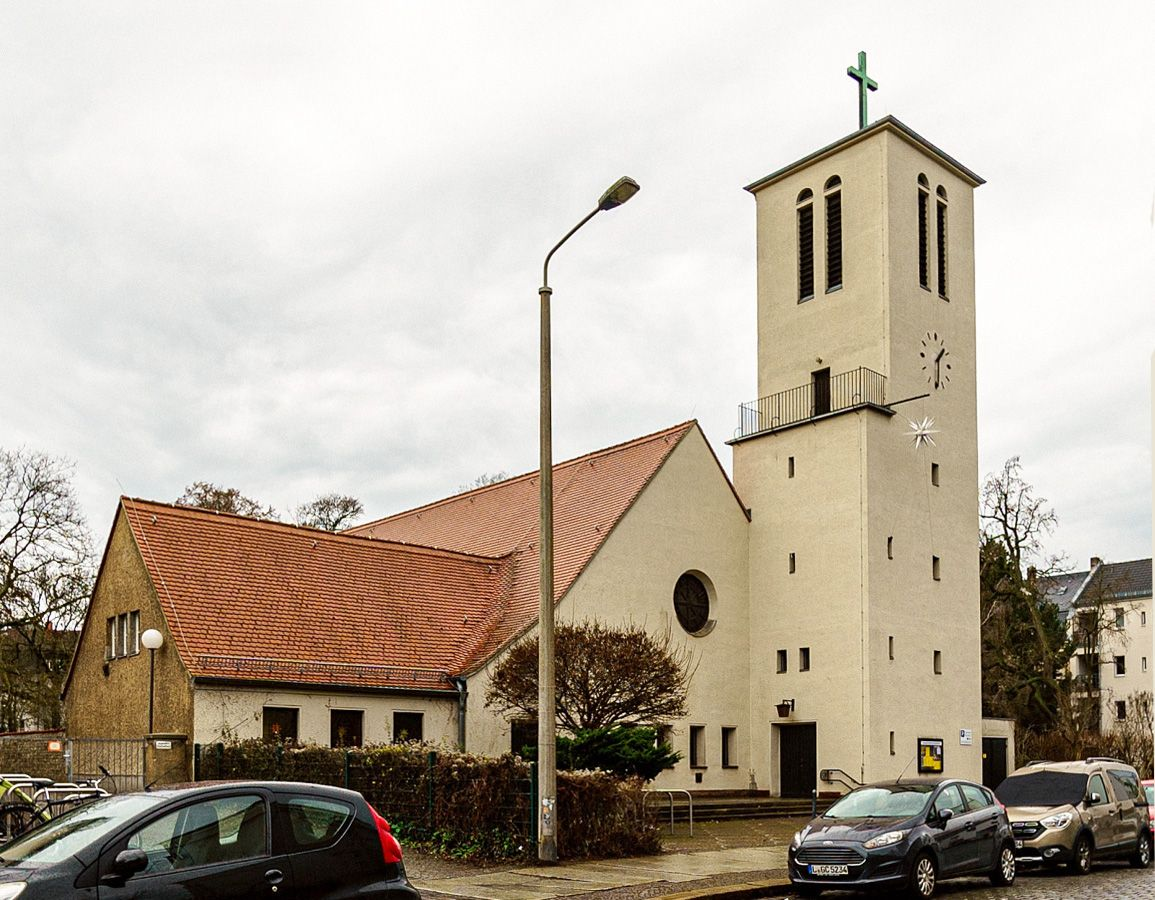
Die Trinitatiskirche 2022

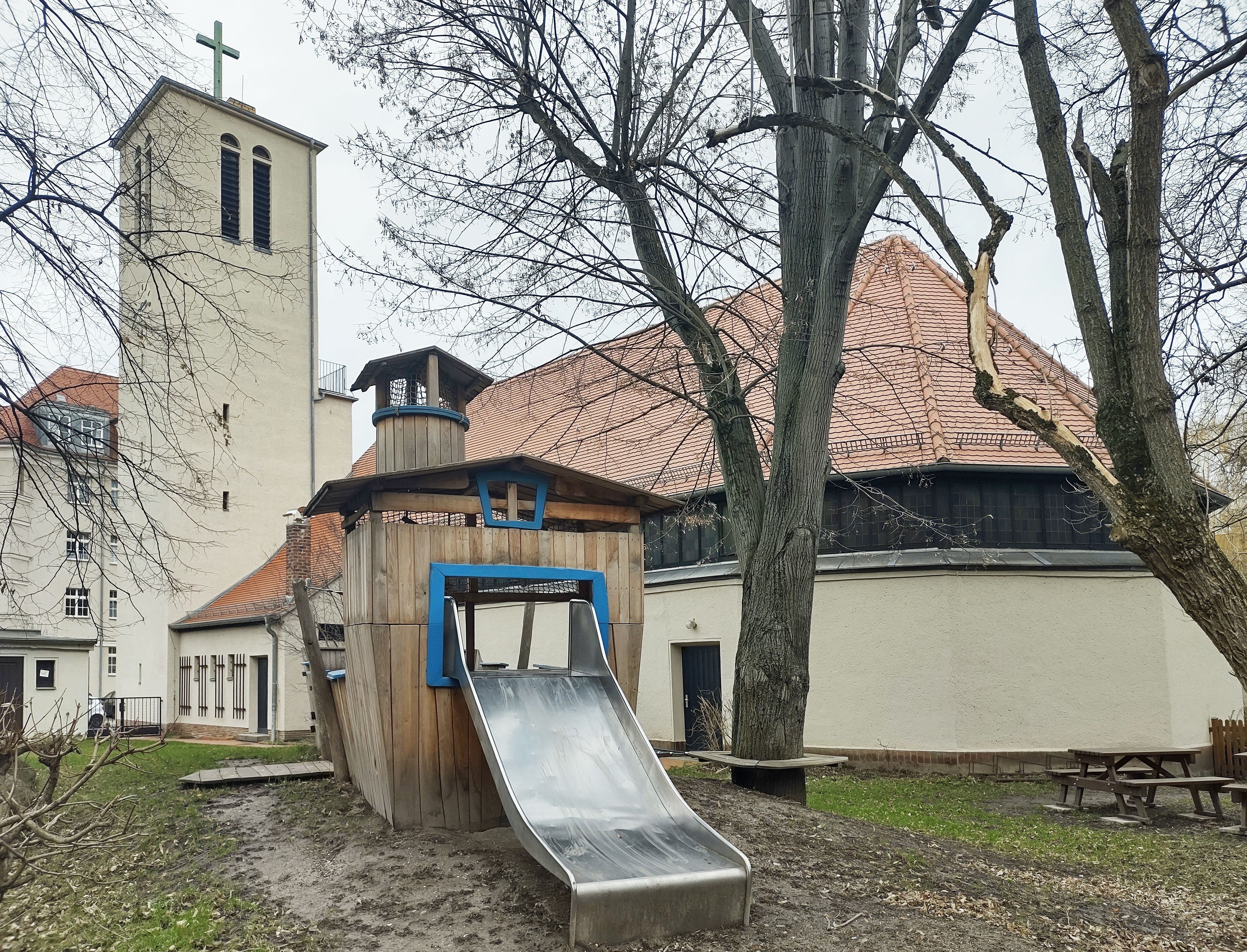
Rückansicht

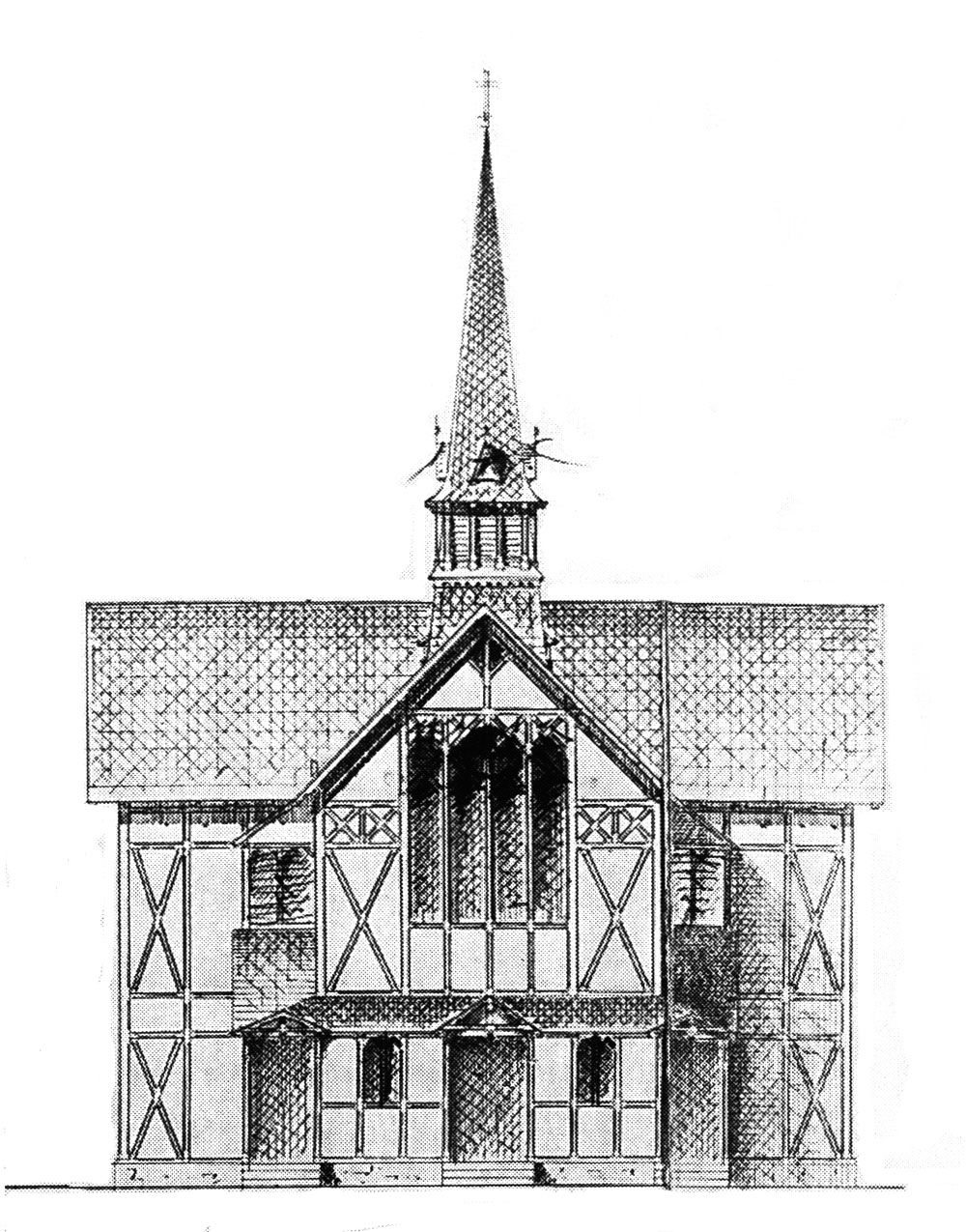
Interimskirche Anger-Crottendorf, auch Holzdom genannt: Erbaut 1891, zerstört 1943

Die Trinitatiskirche ist das Kirchengebäude der Evangelisch-Lutherischen Dreifaltigkeitskirchgemeinde Leipzig in Leipzigs Stadtteil Anger-Crottendorf.

## Geschichte
Im Jahre 1885 hatte Anger-Crottendorf zusammen mit Neusellerhausen 6236 evangelisch-lutherische Einwohner. 1889 wurde Anger-Crottendorf selbständiger Bezirk der Parochie Schönefeld. Der Gottesdienst fand im Betsaal der II. Bezirksschule Leipzig in der Martinstraße statt. Seitdem hatte ein Geistlicher der Parochie Schönefeld einen Wohnsitz in Anger-Crottendorf. 1890 gehörten zum Pfarrbezirk 10.318 Gemeindeglieder.
Im Jahre 1891 wurde ein kreuzförmiger Fachwerkbau nach Plänen von Paul Lange als Interimskirche eingeweiht, der im Volksmund auch „Holzdom“ hieß. Seit 1892 bildete Anger-Crottendorf einen selbständigen Pfarrbezirk und schied somit aus der Parochie Schönefeld aus. 1895 erhielt die Kirche der Gemeinde den Namen Trinitatiskirche. Die Interimskirche wurde aufgrund des Luftangriffs vom 4. Dezember 1943 zerstört.
1949 begann der Neubau der Kirche, die am 4. Juni 1950 zu Trinitatis eingeweiht wurde. Der Kirchenbau ist eine der 43 in Deutschland gebauten Notkirchen (ursprünglich waren 48 geplant), die nach dem Zweiten Weltkrieg nach dem Entwurf von Otto Bartning errichtet wurden.

## Orgeln

### Geschichte
Ab 1891 gab es eine Orgel der Orgelbaufirma Kreutzbach (Borna) im „Holzdom“. 1941 schuf die Firma Orgelbau A. Schuster & Sohn (Zittau) dort eine größere Orgel, sie wurde 1943 zerstört.
1950 baute ebenfalls die Firma Schuster den ersten Bauabschnitt einer dreimanualig geplanten Orgel (mit elektrisch traktierten Taschenladen), das Vorhaben blieb jedoch unvollendet. Den Torso übernahm 1965 die Gemeinde der Hoffnungskirche Leipzig-Knauthain.

### Heutige Orgel
1971 stellte wiederum die Firma Schuster die heutige Orgel auf. Diese Orgel mit mechanisch traktierten Schleifladen besteht aus 24 Registern auf zwei Manualen und Pedal. Das Instrument mit asymmetrischem Gehäuse steht seitlich auf der Empore. Es verfügt über folgende Disposition:
| I Hauptwerk C–g3 |                       |       |
| 1.               | Rohrpommer            | 16′   |
| 2.               | Prinzipal (Prospekt)0 | 8′    |
| 3.               | Rohrgedackt           | 8′    |
| 4.               | Oktave                | 4′    |
| 5.               | Nasat                 | 2 ⁄3′ |
| 6.               | Gemshorn              | 2′    |
| 7.               | Kleiner Hintersatz II | 2′    |
| 8.               | Scharfmixtur IV       | 1′    |

| II Brustwerk (schwellbar) C–g3 |                    |       |
| 9.                             | Musiziergedackt    | 8′    |
| 10.                            | Prinzipal          | 4′    |
| 11.                            | Singend Nachthorn0 | 4′    |
| 12.                            | Oktave             | 2′    |
| 13.                            | Rohrgemsquinte     | 1 ⁄3′ |
| 14.                            | Sesquialtera III   | 2 ⁄3′ |
| 15.                            | Cymbel V           | 1′    |
| 16.                            | Krummhorn          | 8′    |

| Pedal C–f1 |                               |        |
| 17.        | Subbass                       | 16′    |
| 18.        | Holzprinzipal                 | 8′     |
| 19.        | Gedacktpommer                 | 8′     |
| 20.        | Nasat                         | 5 1⁄3′ |
| 21.        | Dolkan                        | 4′     |
| 22.        | Terz                          | 3 1⁄5′ |
| 23.        | Hintersatz III                | 4′     |
| 24.        | Posaune (teilweise Prospekt)0 | 8′     |

- Koppeln: Normalkoppeln II/I, I/P, II/P

## Pfarrer der Kirchgemeinde
Das Verzeichnis pfarrerbuch.de listet für die Kirchgemeinde Trinitatis die 1. Stelle (Pfarrer), die 2. Stelle (Diakon, bis 1897 Hilfsgeistlicher) sowie die 3. Stelle (Diakon, bis 1917 Hilfsgeistlicher) auf.
Pfarrer
- 1892 – Flor, *Otto Franz Georg
- 1893 – Reinhardt, Johannes Karl Paul
- 1918 – Leonhardt, Rudolf
- 1924 – Barchewitz, Alfred Ignatio Eduard Hans Ernst Wilhelm
- 1930 – Rau, *Arno Karl Hermann
- 1940 – Liebster, Helmut
- 1947 – Hartung, Werner
- 1953 – Schaaf, Wilhelm Friedrich Werner
- 1955 – Bahrmann, *Gerhard Helmut Gotthilf
- 1961 – Martin, Heinz
- 1965 – Schubert, Rudolf
- 1973 – Taut, Walter
- 1984 – Teubner, Hannelore